# Conrad V d'Oleśnica
Pour les articles homonymes, voir Conrad.
Conrad V Kantner (polonais Konrad V Kącki) (né vers 1385 – 10 septembre 1439) est duc d'Oleśnica, Koźle, de la moitié de  Bytom et de la moitié de Ścinawa de  1412 à 1427 conjointement avec ses frères  et corégents. Ensuite à partir 1427 il règne seul sur Oleśnica (allemand Oels) et sur Wołów (allemand Wohlau).

## Éléments de biographie
Conrad V est le second des fils de Conrad III l'Ancien, duc d'Oleśnica, et de son épouse Judith. Comme son frère ainé et ses trois frères cadet il reçoit à son baptême le nom germanique de Conrad (allemand Konrad), qui est caractéristique de cette lignée de la dynastie des  Piast en Silésie.
Après la mort de son père en 1412, Conrad V lui succède dans l'ensemble de ses domaines conjointement avec son frère ainé Conrad IV l'Ainé et avec comme corégents leurs jeunes frères mineurs.
En 1416, quand tous les fils de Conrad III ont atteint leur majorité, Conrad IV renonce au gouvernement en faveur de Conrad V et de ses autres frères. Ils continuent à régner conjointement jusqu'en 1427, lorsqu'ils effectuent le partage du duché. Conrad V reste en possession de la cité principale d'Oleśnica.
Selon ses dernières volontés, Conrad V laisse la cité de Wołów (allemand Wohlau) à son épouse comme douaire (polonais Oprawa wdowia, qui y règne jusqu'à sa mort. Ses fils sont exclus du gouvernement du duché par leur oncle Conrad VII le Blanc, qui règne jusqu'en 1450, jusqu'à ce qu'il soit finalement déposé et qu'ils assument conjointement le plein gouvernent du duché.
Le 9 octobre 1411, Conrad V épouse une certaine Marguerite († 15 mars 1449), d'origine inconnue. Ils ont cinq enfants:
- Agnès (née après 1411 – † septembre 1448), épouse en 1437  Kaspar Ier Schlik, comte de Passaun-Weisskirchen Chancelier impérial.
- Conrad IX le Noir
- Conrad X le Blanc
- Anne (née vers 1420/1430 – † vers le 20 mars 1481), épouse en 1444 le duc Ladislas Ier de Płock.
- Marguerite  (née vers 1420/1430 – † 10 mai 1466), Abbesse de Trebnitz en 1456.

## Articles liés
- Duché de Silésie
- Duché d'Œls
- Liste des ducs d'Œls

## Sources
- (en) Cet article est partiellement ou en totalité issu de l’article de Wikipédia en anglais intitulé « Konrad V Kantner » (voir la liste des auteurs), édition du 2 juillet 2014.
- (de) Europäische Stammtafeln Vittorio Klostermann, Gmbh, Francfort-sur-le-Main, 2004  (ISBN 3465032926),  Die Herzoge von Öls und Wohlau †1492 des Stammes der Piasten  Volume III Tafel 14.
- (en) & (de) Peter Truhart, Regents of Nations, K. G Saur Münich, 1984-1988 (ISBN 359810491X), Art. « Oels + Bernstadt, Kosel, Wartenberg »  p. 2.453